# فرودگاه بین‌المللی شهدای سبزوار
فرودگاه بین‌المللی شهدای سبزوار (یاتا: AFZ، ایکائو: OIMS) فرودگاهی است که در شهر سبزوار کشور ایران واقع است. این فرودگاه که به صورت رسمی در ۱۸ بهمن ۱۳۸۲ توسط وزیر وقت راه و ترابری افتتاح گردید، دارای ظرفیت اسمی ۲۵۵٬۰۰۰ نفر در سال است. این فرودگاه در اردیبهشت ۱۳۸۵، به عنوان مرز مجاز هوایی شناخته شد. فرودگاه سبزوار در ۱۳ دی ۱۳۸۹ نیز به صورت ۲۴ ساعته عملیاتی شد. پیش از این فرودگاه سبزوار تنها از ساعت ۷ تا ۱۴ عملیاتی شده بود، بدین معنی که شرکت‌ها و هواپیماهایی که در غیر این ساعات قصد پرواز به این فرودگاه را داشتند، باید برنامهٔ خود را از پیش اعلام کرده تا فرودگاه سبزوار در ساعات مورد درخواست عملیاتی شود و نیروهای آتش‌نشانی، برج پرواز و… استقرار یابند.
در سال ۲۰۱۶ میلادی ۳۹۶ نشست و برخاست هواپیما در این فرودگاه انجام شد و ۲۵٬۰۶۵ نفر مسافر و ۱۷۲٬۹۴۷ کیلوگرم بار از طریق آن جابجا شدند.
هم اکنون فرودگاه بین المللی شهدای سبزوار هر هفته دارای ۲ پرواز رفت و برگشت به مقصد تهران و ۲ پرواز رفت و برگشت به جزیره کیش می‌باشد.
تنها فرودگاه منطقه غرب خراسان رضوی، تاکنون در دو مسیر خارجی شامل بغداد عراق و دمشق سوریه، پرواز خارجی انجام داده که البته هم اکنون این پروازها برقرار نیست.
این فرودگاه در سال ۱۳۹۹ از نظر تعداد مسافر از میان ۴۹ فرودگاه ایران در رتبه ۳۳ جای گرفت و از فرودگاههای مراکز استانی همچون یاسوج، سمنان، اراک و همدان، بالاتر ایستاد.

## مشخصات فرودگاه
- طول باند: ۳،۱۷۷ متر

- وضعیت ایمنی زمینی و آتش‌نشانی: CAT5
- تعداد و وسعت ترمینال‌ها: ۱ (ترمینال داخلی) - ۱۸۰۰ متر [۵]

سالهای انجام پروازهای داخلی و خارجی:
| شرکت‌های هواپیمایی | مقصدهای پروازی |
| ----------------- | -------------- |
| سال ۱۳۸۳ تاکنون   | به تهران       |
| سال ۱۳۸۵          | به دمشق        |
| سالهای ۹۰ و ۹۱    | به بغداد       |
| سال ۱۳۹۸ تاکنون   | به کیش         |

## شرکت‌های هواپیمایی و مقصدهای پروازی
| شرکت‌های هواپیمایی | مقصدهای پروازی |
| ----------------- | -------------- |
| هواپیمایی آتا     | مهرآباد تهران  |
| هواپیمایی آتا     | کیش            |

## آمار سالیانهٔ پروازها
ریز آمار نشست و برخاست هواپیماها، اعزام و پذیرش مسافران، و میزان بار جابه‌جاشده در فرودگاه سبزوار به شرح زیر است:
| سال  | پرواز (فروند) | پرواز (فروند) | پرواز (فروند) | مسافر (نفر) | مسافر (نفر) | مسافر (نفر) | بار (تُن) | بار (تُن)  | بار (تُن) | درصد رشد | درصد رشد |
| سال  | داخلی         | بین‌المللی     | مجموع         | داخلی       | بین‌المللی   | مجموع       | داخلی    | بین‌المللی | مجموع    | پرواز    | مسافر    |
| ---- | ------------- | ------------- | ------------- | ----------- | ----------- | ----------- | -------- | --------- | -------- | -------- | -------- |
| ۱۳۸۵ | ۲۷۰           | ۲             | ۲۷۲           | ۱۸٬۵۲۶      | ۳۲۷         | ۱۸٬۸۵۳      | ۴۹       | ۳         | ۵۲       | ۱۰۰      | ۱۰۰      |
| ۱۳۸۶ | ۳۱۸           | ۰             | ۳۱۸           | ۲۶٬۸۵۶      | ۰           | ۲۶٬۸۵۶      | ۰        | ۰         | ۰        | ۱۷       | ۴۲       |
| ۱۳۸۷ | ۲۷۷           | ۰             | ۲۷۷           | ۲۱٬۹۲۷      | ۰           | ۲۱٬۹۲۷      | ۱۴۶      | ۰         | ۱۴۶      | ‎−۱۳      | ‎−۱۸      |
| ۱۳۸۸ | ۳۳۶           | ۰             | ۳۳۶           | ۲۵٬۹۲۹      | ۰           | ۲۵٬۹۲۹      | ۱۷۴      | ۰         | ۱۷۴      | ۲۱       | ۱۸       |
| ۱۳۸۹ | ۴۰۸           | ۰             | ۴۰۸           | ۳۳٬۴۴۸      | ۰           | ۳۳٬۴۴۸      | ۲۲۶      | ۰         | ۲۲۶      | ۲۱       | ۲۹       |
| ۱۳۹۰ | ۴۸۳           | ۴             | ۴۸۷           | ۳۹٬۴۲۹      | ۶۱۱         | ۴۰٬۰۴۰      | ۲۴۲      | ۸         | ۲۵۰      | ۱۹       | ۲۰       |
| ۱۳۹۱ | ۶۱۱           | ۳۸            | ۶۴۹           | ۴۴٬۸۹۴      | ۵٬۲۹۸       | ۵۰٬۱۹۲      | ۲۷۷      | ۶۳        | ۳۴۰      | ۳۳       | ۲۵       |
| ۱۳۹۲ | ۳۶۵           | ۰             | ۳۶۵           | ۲۹٬۰۰۱      | ۰           | ۲۹٬۰۰۱      | ۱۷۷      | ۰         | ۱۷۷      | ‎−۴۴      | ‎−۴۲      |
| ۱۳۹۳ | ۳۰۶           | ۰             | ۳۰۶           | ۲۳٬۰۷۲      | ۰           | ۲۳٬۰۷۲      | ۱۵۲      | ۰         | ۱۵۲      | ‎−۱۶      | ‎−۲۰      |
| ۱۳۹۴ | ۲۰۴           | ۰             | ۲۰۴           | ۱۴٬۲۰۹      | ۰           | ۱۴٬۲۰۹      | ۹۴       | ۰         | ۹۴       | ‎−۳۳      | ‎−۳۸      |
| ۱۳۹۵ | ۴۰۶           | ۰             | ۴۰۶           | ۲۶٬۴۵۰      | ۰           | ۲۶٬۴۵۰      | ۱۸۴      | ۰         | ۱۸۴      | ۹۹       | ۸۶       |
| ۱۳۹۶ | ۴۶۸           | ۰             | ۴۶۸           | ۳۰٬۷۴۵      | ۰           | ۳۰٬۷۴۵      | ۲۰۳      | ۰         | ۲۰۳      | ۱۵       | ۱۸       |
| ۱۳۹۷ | ۳۵۰           | ۰             | ۳۵۰           | ۲۱٬۲۶۸      | ۰           | ۲۱٬۲۶۸      | ۱۳۸      | ۰         | ۱۳۸      | ‎−۲۵      | ‎−۳۱      |